# 神心無想流
神心無想流（しんしんむそうりゅう）とは、中島将弼が編み出した居合の流派。
中島将弼は、家伝の神影流剣術のほか、合気道や流派不明だが薙刀術、杖術、弓術、さらに空手も修行し、1942年（昭和17年）、神影流剣術より神心無想流居合を編み出した。